# Positivism

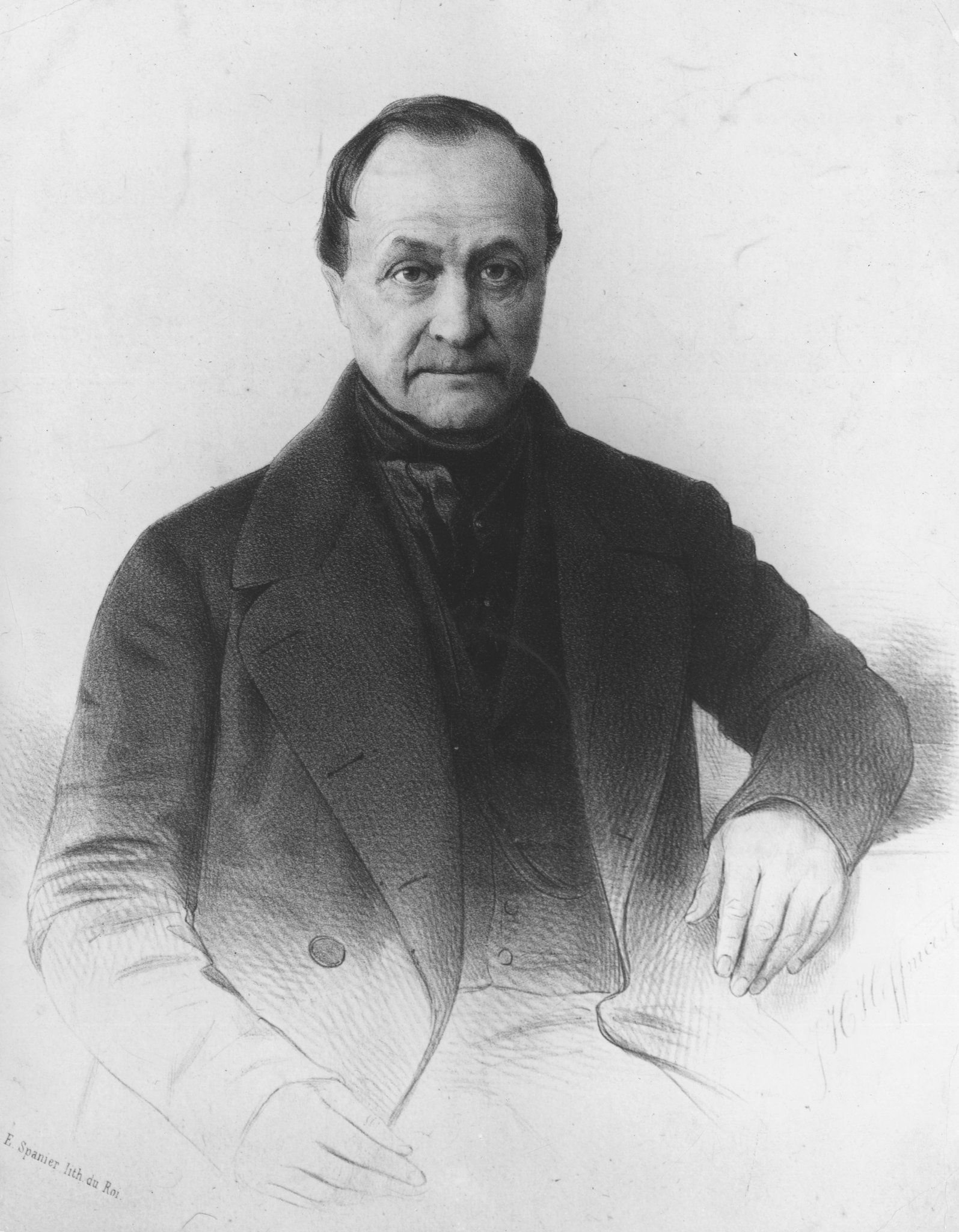
Auguste Comte var en av de tidiga positivisterna.

Positivism (franska: positivisme) är inom vetenskapsteori en ståndpunkt som menar att vetenskap ska grunda sig på "fakta", vilket enligt positivismen är kunskap baserad på sinneserfarenhet. Genom empiriska studier försöker forskaren att hitta egenskaper hos studieobjektet som återkommer också i andra fall och situationer. När man kartlagt regelbundenheter i det som studeras ger detta möjlighet att förutsäga framtiden och utifrån observationerna eller experimenten kan vetenskapliga teorier och lagar formuleras, enligt positivismen. 
Det som kan förutsägas (till exempel att jorden kommer att snurra ett varv runt solen under nästa år) är det som kan betraktas som kunskap. Det som inte kan vägas eller mätas betraktas som mindre intressant.

## Utveckling

### Grunderna
Positivismens grundare anses vanligen vara den franska sociologen Auguste Comte. Comte argumenterade för att vetenskap endast bör bestå av resultat och teorier som har sin grund i objektivt fastställda data.
Positivismen kan placeras i en empiristisk tradition som förordar systematiska observationer och experiment. Alla påståenden inom vetenskap måste kunna härledas till empiriska data som kan uppfattas av sinnena. Genom att använda t.ex. experiment och observationer är målet att kunna formulera allmängiltiga lagar som förklarar de fenomen som observeras. Sådana lagars giltighet ska sedan kunna testas mot nya observationer och data. Inriktningen är generellt kritisk mot teologiska och metafysiska frågor.
Enligt Comte är det nödvändigt att varje form av kunskap (t.ex. kunskap om mänskliga samhällen) går igenom tre stadier:
1. Det teologiska stadiet, där skeendena i världen ansågs beroende av gudar och andar.
2. Det metafysiska stadiet, där skeendena i världen ansågs beroende av naturliga, till skillnad från övernaturliga krafter.
3. Det positiva stadiet eller vetenskapliga stadiet, där en naturvetenskaplig syn på verkligheten tillämpas.

### Senare utveckling
Den österrikiske fysikern Ernst Mach och psykologen B.F. Skinner är några som utvecklade Comtes ursprungliga tankar vidare. De menade att frågor om kausalitet inte kan härledas till empiriska data. Mach utvecklade sin variant av positivism i riktning mot fenomenalism, att det enbart är våra sinnesintryck som forskning kan säga något meningsfullt om. Machs vetenskapsteoretiska tänkande byggde på en tanketradition som gick tillbaka till David Humes kritik mot metafysiken. Mach vände sig särskilt mot Immanuel Kants idéer om tinget i sig, inte minst för att det - som Kant själv hade uttryckt det - inte gick att få kunskap om tinget i sig. I och med olika forskares ståndpunkt i frågan utvecklades också olika attityder till användandet av teorier inom vetenskapen. Positivisterna och Mach argumenterade att teorier varken var sanna eller falska i sig själva, utan snarare skulle ses som mer eller mindre användbara. Det viktiga var uppsättningen av observationer som teorierna byggde på, menade positivisterna.

### Logisk positivism
På 1920-talet grundades logisk positivism av filosofer i Wien (Wienkretsen). Wienkretsen hävdade att enbart påståenden som var meningsfulla kunde utsättas för vetenskaplig prövning och därigenom göra anspråk på status som kunskap. Enligt Wienkretsen fanns det två typer av påståenden som kunde vara meningsfulla eller av "kognitiv betydelse" när det gäller vetenskap: 
1) Analytiska påståenden: Logiska och matematiska satser som inte baseras på empiri, men som är självklara utifrån logik. Sådana påståenden kan vara tautologier eller självmotsägelser.
2) Syntetiska påståenden: Satser om den verklighet som går att observera empiriskt och som kan bekräftas eller avfärdas med hjälp av empiriska bevis.
Vid samma tidpunkt uppstod liknande grupper i Berlin, och vid universitetet för Lviv och Warszawa. Målet för flera av grupperna var en enad vetenskap som skulle använda logisk analys som metod. Den logiska analysen syftade till att komma runt traditionella filosofiska problem antingen genom att avfärda dem som meningslösa eller genom att förvandla dem till empiriska problem.

## Kritik
Willard Van Orman Quine framförde två kritiska punkter mot positivismen. För det första menade han att all den kunskap som vi människor får från våra sinnen går via de begrepp som används för att analysera informationen. Det går inte att varken kategorisera eller beskriva våra erfarenheter utan att också tolka dessa. Den andra kritiken han lade fram var svårigheten att separera teori och empirisk forskning från varandra. Teorin påverkar både vilka fakta vi fokuserar på och hur vi tolkar dem. I sin tur kan detta påverka hur vi reagerar på fakta som tycks falsifiera teorin som används. Om fakta och teori inte stämmer överens så kan det hända att forskaren bestämmer sig för att det är fakta, snarare än teori, som är felaktig. Med detta menar Quine att enbart observationer inte räcker för att falsifiera en teori.
Annan kritik som riktats mot positivismen - av bland annat Albert Einstein och Erwin Schrödinger - menar att det finns ingen självklar väg från de observationer som görs av ett fenomen till att beskriva observationerna inom ramen för en vetenskaplig teori. Ett visst mått av kreativitet eller skapande krävs för att göra en teori, vilket innebär att vägen från observation till teori inte följer en mall och kan inte heller återskapas.